# Biagio Edoardo Longo
Biagio Edoardo Longo (San Biagio Platani, 1938) is een Italiaans componist, muziekpedagoog, dirigent, baritonist en trombonist. Hij is een zoon van de componist en dirigent Napoleone Longo en een jongere broer van de componist, muziekpedagoog, dirigent, trompettist en bugelist Ercole Agatino Longo. 

## Levensloop
Longo kreeg zijn eerste muziekles van zijn vader Napoleone en leerde de bariton te bespelen. Hij speelde in verschillende banda's in de regio, vooral in die, waar zijn vader en zijn oudere broer dirigent waren. Biagio Edoardo studeerde HaFadirectie en trombone aan het conservatorium. Sinds 1968 is hij dirigent van de Banda dell'Associazione musicale San Biagio Platani. Verder dirigeerde hij eveneens de banda's (harmonieorkesten) Corpo Musicae "Pietro Cipolla" Città di Corleone (1974), van Valledolmo (1976-1977), de Associazione Banda Musicale Città di Geraci Siculo (1982-1983), de Associazione musicale "G. Puccini" di San Giovanni Gemini (1986-1987), de Complesso Bandistico "Gaspare Palumbo" di Casteltermini (1986-1987) en de Banda musicale di Caltabellotta (1988-1994).
Als componist schreef hij een aantal werken voor banda. In 2010 werd hij onderscheiden met de Italiaanse Orde van Verdienste.

## Composities

### Werken voor banda (harmonieorkest)
- A mio padre, treurmars
- Agrigentina, mars
- Alba di festa, marcia sinfonica
- Alzabandiera, mars
- Amanteana, marcia sinfonica
- Antonella, marcia sinfonica
- Cara memoria, treurmars
- Cardelliana, marcia sinfonica
- Cinzia, marcia sinfonica
- Concerto originale, voor klarinet en harmonieorkest
- Dolore eterno, treurmars
- Francesco, mars
- Franchiniana, marcia sinfonica
- Gaia, mars
- Gianni, marcia sinfonica
- Gioiosa, mars
- Giubileo, duet voor bugel, bariton en harmonieorkest
- Giuseppe, marcia sinfonica
- Il dolore dei vivi, treurmars
- La festa degli archi, sinfonia
- La Foresta Nera, concertwals
- Lampedusina, marcia sinfonica
- Lina, marcia sinfonica
- L'ultimo addio, treurmars
- Maria Assunta, marcia sinfonica
- Maria Enza, marcia sinfonica
- Maria Teresa, marcia sinfonica
- Marinella, marcia sinfonica
- Norma, marcia sinfonica
- Omaggio a Caltabellotta, marcia sinfonica
- Omaggio a Remchingen, marcia sinfonica
- Omaggio a Ribera, marcia sinfonica
- Omaggio a Rodi, marcia sinfonica
- Omaggio a Siculiana, marcia sinfonica
- Omaggio a Spano, marcia sinfonica
- Omaggio al Maestro Palumbo, marcia sinfonica
- Ora triste, treumars
- Passa la banda, mars
- Primavera siciliana, marcia sinfonica
- Quiete eterna, treurmars
- Rino, mars
- Risveglio bandistico, marcia sinfonica
- Rosario, marcia sinfonica
- Rosario Pio, marcia sinfonica
- Salvatore, mars
- San Biagio in festa, marcia sinfonica
- Santa Cecilia, marcia sinfonica
- Sicilia festosa, marcia sinfonica
- The Sicilian Band, marcia sinfonica
- Strazio, treurmars
- Sulla tomba di mia madre, treurmars
- Triste corteo, treurmars
- Viaggio notturno, marcia sinfonica
- Wilferdingen, marcia sinfonica
- W la banda, mars